# طب الأسنان في الولايات المتحدة
ممارسة طب الأسنان في الولايات المتحدة يشرف عليها العديد من الوكالات، بما في ذلك الجمعية الأمريكية لطب الأسنان ولجنة اعتماد طب الأسنان والمجالس الإقليمية. الترخيص النهائي هو مسؤولية الدول الفردية. يوجد ما يقرب من 190.000 طبيب أسنان ممارس في الولايات المتحدة.

## تعليم طب الأسنان
من أجل أن تكون مقبول لكلية طب الأسنان في أمريكا، يجب أن يمتلك معظم المرشحين درجة البكالوريوس، الأمر الذي يتطلب الأنتهاء بنجاح من جميع الدورات المطلوبة مسبقا المناسبة.
أول سنتين من كلية طب الأسنان تتكون في الغالب من التعليمية التعليم، بالإضافة إلى دورات المحاكاة. يشمل العامان الأخيران بشكل عام رعاية المرضى المباشرة تحت الإشراف. يميل إلى أن يكون هناك الكثير من التداخل في مناهج معظم المدارس؛ قد تحتوي السنوات التعليمية على بعض المكونات السريرية، في حين أن العامين الماضيين لا يزالان يحتويان على دورات تعليمية مهمة.
خلال كلية طب الأسنان، يجب على الطلاب اجتياز الجزء الأول والجزء الثاني بنجاح، المجلس الوطني لفحص الأسنان (المعروف أيضا باسم "المجالس")، والتي يديرها آدا. عادة ما يتم أخذ الجزء الأول بعد السنة الثانية من كلية طب الأسنان، بينما يتم أخذ الجزء الثاني عادة في وقت ما في السنة الرابعة.
تكلفة الالتحاق بكلية طب الأسنان مرتفعة؛ اقترض معظم أطباء الأسنان حديثي التخرج 200000 دولار أمريكي أو أكثر في قروض الطلاب وغيرها من الديون لدفع تكاليف تعليمهم.

## الترخيص

### البرامج المعتمدة
الخطوة الأولى في ممارسة طب الأسنان في الولايات المتحدة هي التخرج من شهادة معتمدة درجة طب الأسنان في الولايات المتحدة وكندا. لا يمكن ترخيص خريجي كليات طب الأسنان الأسترالية في الولايات المتحدة. ولا يمتد اتفاق المعاملة بالمثل بين لجنة اعتماد طب الأسنان (كندا) وأستراليا إلى الولايات المتحدة ولجنة اعتماد طب الأسنان التابعة لها. اتفاق المعاملة بالمثل أن كودا (CODA) لديها يغطي فقط البرامج الكندية. كودا لديها سياسات وإجراءات في مكان لاعتماد برامج التعليم ما قبل الدكتوراه الدولية المعمول بها. 

### المجالس الإقليمية
تطلب معظم الولايات من المرشحين اجتياز امتحان المجلس الإقليمي. المجالس الإقليمية هي وكالات يتم التعاقد معها لاختبار طلاب طب الأسنان المتخرجين على المهارات السريرية لمنطقة معينة من البلاد. عادة ما تحتوي هذه الاختبارات على عدة مكونات، مكتوبة وسريرية، ويتم إجراء هذا الأخير على المرضى الأحياء. وتشمل لوحات مختلفة: المجلس الإقليمي الشمالي الشرقي لفاحصي الأسنان (يشار إليها عادة باسم "نرب")، مجلس الامتحانات الإقليمي الغربي (يشار إليها عادة باسم "ريب")، خدمة اختبار الأسنان الإقليمية المركزية (CRDTS)، و وكالة الاختبار الإقليمية الجنوبية (SRTA). كاليفورنيا، كولورادو، كونيتيكت، ومينيسوتا هي الدول التي تسمح للمرشحين لإكمال 1 سنة الممارسة العامة الإقامة (GPR)، أو التعليم المتقدم في طب الأسنان العام (AEGD) بدلا من امتحان المجلس الإقليمي. اعتبارا من عام 2007، نيويورك لم تعد تقبل نرب، ومنذ ذلك الحين يطلب من جميع الخريجين لإكمال جي بي آر أو إيغد. 

## التدريب التخصصي
خريجي طب الأسنان لديهم خيار متابعة التدريب المتخصص.
حاليا، تعترف جمعية طب الأسنان الأمريكية رسميا بـ 12 التخصصات:
- تخدير الأسنان[5]
- الصحة العامة للأسنان
- علاج جذور الأسنان
- طب أسنان الأطفال
- أمراض اللثة
- التعويضات السنية
- أمراض الفم والوجه والفكين
- أشعة الفم والوجه والفكين
- جراحة الفم والوجه والفكين
- طب الفم[6]
- ألم الفم والوجه[7]
- تقويم الأسنان

حتى أواخر القرن 20، تم دفع معظم طب الأسنان مباشرة من قبل المرضى. اليوم، يشمل تمويل طب الأسنان: الدفع الذاتي، والتأمين الخاص، والتأمين الذي يرعاه صاحب العمل، ميديكيد، و شيب. 

## الانتقادات
منذ عام 1977، أظهرت الأدلة أن زيارة طبيب الأسنان كل ستة أشهر، كما هو معتاد في الولايات المتحدة، لا ترتبط بتحسين صحة الأسنان أو الفم. تعرضت بعض أكبر شركات طب الأسنان في الولايات المتحدة لدعاوى قضائية جماعية بسبب ممارساتها الاحتيالية.